# Георги Попиванов (фолклорист)
Вижте пояснителната страница за други личности с името Георги Попиванов.
Георги Попиванов Попилиев е български учител и автор на научни изследвания в областта на фолклористиката и диалектологията.

## Биография
Роден е на 8 април 1878 г. в село Лъжене, днес Трудовец, в семейството на свещеници. В началото учи в родното си село, а от 1889 г. – в Орханийското трикласно смесено училище. По-късно е ученик в Софийска мъжка гимназия и студент в Историко–филологическия факултет на Висшето училище в София. Още като ученик в Орханийското трикласно училище Георги Попиванов проявява интерес и записва народни песни и приказки. Ваканциите си прекарва в родното си село Лъжане и понякога слуша и записва говора на седналите на раздумка жени. Интересът му към местния диалект и фолклор се задълбочавал с всяка изминала година. Като ученик в класическия отдел на Първа мъжка гимназия в София и по-късно като студент по славянска филология, задълбочава изследванията си на народния фолклор и говор в Софийско и Орханийско. Слуша лекции при едни от най-видните български учени по това време – Александър Теодоров-Балан, Любомир Милетич и други. Знанията, славянските и западни езици, които усвоява, стават добра основа за по-нататъшните му научни занимания. Използва руски, френски, немски и сръбски език.
През 1896 г. е назначен като волнонаемен учител, за да събере необходимите средства и да продължи образованието си във висшето училище. През 1901 и 1902 г., вече завършил семестриално, учителства във Варна и Силистра. Диалектоложките му търсения и изследвания продължават и в тези краища на страната. През 1903 г. се дипломира и е отново в Орхание, вече като редовен учител – първо в Класното училище, а после и в Гимназията в продължение на 16 години.
През 1912 г. Георги Попиванов, който по това време е учител в Първа мъжка софийска гимназия, заминава на фронта като участник в Балканската война. През 1914 г. е обявена Първата световна война. Той участва в нея като ковчежник. След войните се завръща към своята професия и научни занимания. Разнообразна и ползотворна е и извънучебната му и обществена работа. Организира театрални постановки, излети и издава литературен лист „Нови дни“.
През 1920 организира честване, посветено на 70-годишната на Иван Вазов, за което е награден от Просветното министерство с орден „За гражданска заслуга“. От 1927 до 1933 г. семeйството му се премества в Шумен, където е назначен в Мъжката гимназия и лектор в Руската гимназия.
През 1933 г. Георги Попиванов се пенсионира. Прeмества се със семейството си в София, където обикаля софийските села, за да събира „обреченото на забрава и изчезване народно творчество“. От 1940 г. до смъртта си през 1963 г. живее в родното си село. Това е и един от най-плодотворните периоди в научната му дейност. Георги Попиванов умира на 85-годишна възраст. Два месеца преди това обществеността в Ботевград чества неговия юбилей. Получава десетки поздравления. Награден е с орден „Кирил и Методий“ – първа степен, почетен гражданин на Ботевград.
| „                | „Доволен съм, че можах да запазя за поколенията едно голямо богатство, каквото са народните умотворения.“ | “ |
| Георги Попиванов | |   |

## Творчество
Паралелно със служебните си задължения непрекъснато събира материали за пълното описание на Орханийския народен говор. Придобива известност с научния си принос в областта на диалектологията и фолклористиката. Георги Попиванов събира за поколенията 1615 народни песни, приказки и легенди. Оставил е на науката 18 езиковедски, 10 фолклористични и 26 литературно-критични и публицистични труда. През 1920 г. Георги Попиванов започва да издава периодичен лист за обществен живот и литература, наречен „Нови дни“, където помества фолклорни и литературни статии. Сътрудничи на „Сборник за народни умотворения и народопис“, „Сборник на БАН“, сп. „Български език“ и др. Дългогодишният му труд „Орханийският говор“ е приет и публикуван през март 1929 г. През 1940 г. е
публикуван езиковедският му труд „Софийският говор“ – едно изключително богато и задълбочено научно изследване с голяма стойност.

## Отличия и награди
- „За гражданска заслуга“
- орден „Кирил и Методий“ I степен
- почетен гражданин на Ботевград